# Lèmur mangosta
El lèmur mangosta (Eulemur mongoz) és una espècie de primat estrepsirrí de la família dels lemúrids. És una espècie que presenta dimorfisme sexual: el mascle té el pelatge gris, amb la cara més pàl·lida i les galtes i el mentó de color vermell, mentre que la femella té el pelatge marró, amb la cara més fosca i les galtes i el mentó de color blanc. Els exemplars adults són més petits que la majoria d'altres lèmurs. Mesura 32-37 cm de llargada corporal, amb una cua de 47-51 cm. Pesa 2-2,2 kg.